# Bni Ammart
Bni Ammart  (in arabo بني عمارت‎?) è un centro abitato e comune rurale del Marocco situato nella provincia di Al-Hoseyma, regione di Tangeri-Tetouan-Al Hoceima. Conta una popolazione di 6 654 abitanti (censimento 2014).